# Matthew Knight
Matthew Knight (n. 16 februarie 1994 în Los Angeles, California, SUA) este un actor canadian. Locuiește în Mount Albert, Ontario. Frecventează cursurile Șcalii Union Ville. Are un frate mai mare, tot actor, pe nume Jack Knight. A primit cinci nominalizări la categoria „Tânăr artist” și l-a câștigat de 2 ori. Este Zodia Vãrsãtor.

## Filmografie
- Gooby (2009) - Willy
- The Good Witch's Garden (2009) - Brandon
- The Grudge 3 : Cheia misterului (2009) - Jake Kimble Trailer
- Finn on the Fly (2008) - Ben Soledad
- The Good Witch (2008) - Brandon
- All the Good Ones Are Married (2007) - Luke Gold
- Crăciun în Țara Minunilor (2007) - Brian Saunders Trailer
- The Dresden Files (2007) - Young Harry Dresden (3 episoade, 2007-2008)
- Candles on Bay Street (2006) - Trooper
- For the Love of a Child (2006) - Jacob Fletcher
- Intimate Stranger (2006) - Justin Reese
- Skinwalkers (2006) - Timothy Trailer
- The Grudge 2: Capcana (2006) - Jake Trailer
- Cheaper by the Dozen 2 - Războiul taților (2005) - Theatre Kid Trailer
- Kojak (2005) - Paulie Wagner (2 episoade, 2005)
- The Greatest Game Ever Played  (2005) - Young Francis Ouimet Trailer
- Peep (2004) - Harry
- 1-800-Missing  (2003) - Peter Melnyk (1 episod, 2003)
- Big Spender / Spender, campionul (2003) - Will Burton
- Queer as Folk (2000) - Peter (1 episod, 2002)